# Avera (Georgia)
Avera es un pueblo ubicado en el condado de Jefferson en el estado estadounidense de Georgia. En el censo de 2000, su población era de 217.

## Demografía
En el 2000 la renta per cápita promedia del hogar era de $28,229, y el ingreso promedio para una familia era de $35,208. El ingreso per cápita para la localidad era de $14,613. Los hombres tenían un ingreso per cápita de $26,667 contra $20,938 para las mujeres.

## Geografía
Avera se encuentra ubicado en las coordenadas 33°11′42″N 82°31′39″O / 33.19500, -82.52750 (33.194988, -82.527503).
Según la Oficina del Censo, la localidad tiene un área total de 1,7 km² (0,7 mi²), de la cual 1,7 km² (0,7 mi²) es tierra y 0 km² (0 mi²) (0.0%) es agua.